# بشلول
بشلول (به عربی: بشلول) یک شهرداری در الجزایر است که در استان بویره واقع شده‌است. بشلول ۱۰٬۴۰۳ نفر جمعیت دارد.